# Truus Smulders-Beliën

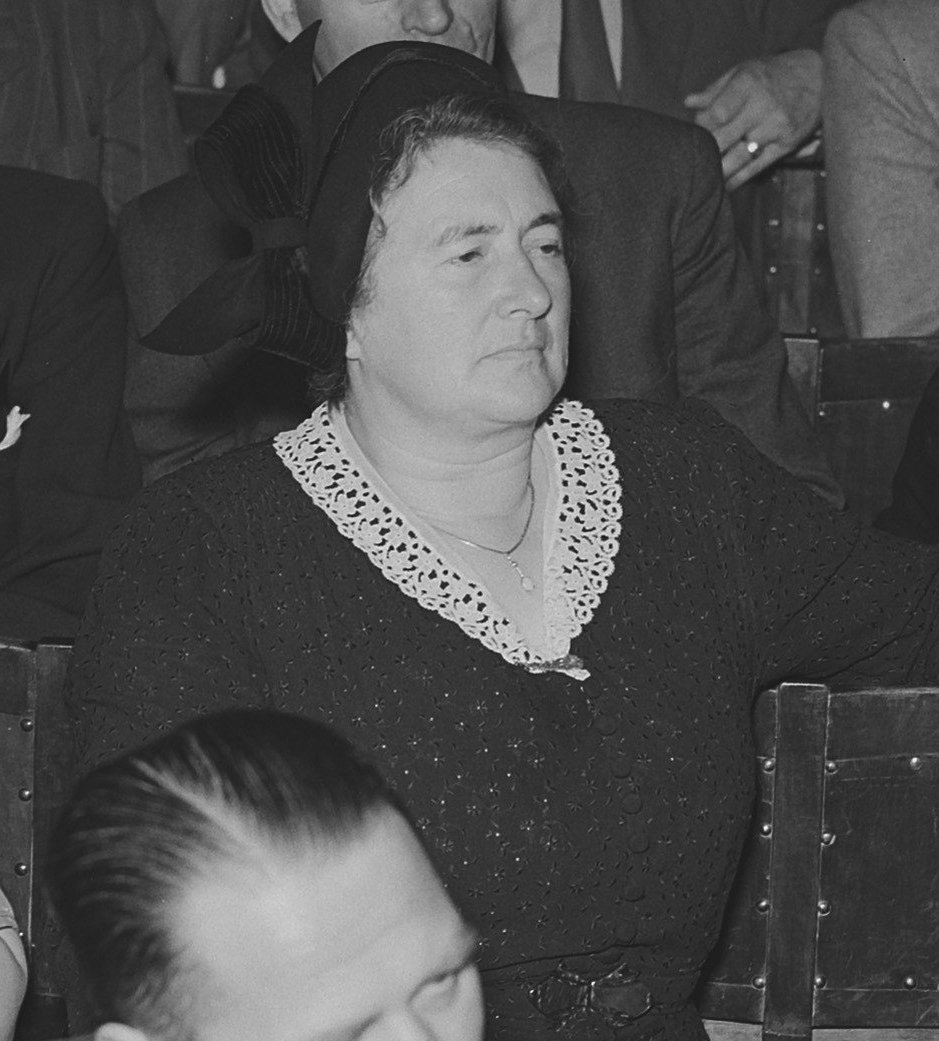
G.C.Th.M. Smulders-Beliën (1951)

Geertruida Catharina Theresia Maria (Truus) Beliën (Oirschot, 20 november 1902 – 's-Hertogenbosch, 11 juni 1966) was een Nederlandse politica voor de KVP. Ze was burgemeester van de toenmalige Noord-Brabantse gemeente Oost-, West- en Middelbeers en daarmee de eerste vrouwelijke burgemeester in Nederland. De benoeming ging in op 16 april 1946 waarna zij tot aan haar overlijden dit ambt bekleedde. Tevens was zij de laatste persoon uit of gelieerd aan het geslacht Smulders, die het burgemeesterschap in deze gemeente (tegenwoordig deel van Oirschot) uitoefende.
Beliën was de dochter van een onderwijzer en doorliep zelf de mulo en kweekschool. Van 1924 tot 1932 werkte zij als onderwijzeres. In 1932 kwam er, zoals toen gebruikelijk, een einde aan haar loopbaan door haar huwelijk met Jan Smulders, burgemeester van Oost-, West- en Middelbeers, die op 20 april 1945 als gevolg van zijn verzet tegen de Duitse bezetters de dood vond.
In 1946 solliciteerde Smulders-Beliën naar de functie van burgemeester. Omdat zij niet geschikt werd geacht voor het ambt van gemeentesecretaris, een functie die destijds in kleine gemeenten vaak met het burgemeestersambt gecombineerd werd, werd zij in eerste instantie als tweede op de aanbevelingslijst geplaatst. Door persoonlijk ingrijpen van minister Louis Beel werd zij toch tot burgemeester benoemd, maar kreeg iemand anders de functie van gemeentesecretaris. Vanaf 1950 was zij ook lid van Provinciale Staten van Noord-Brabant.

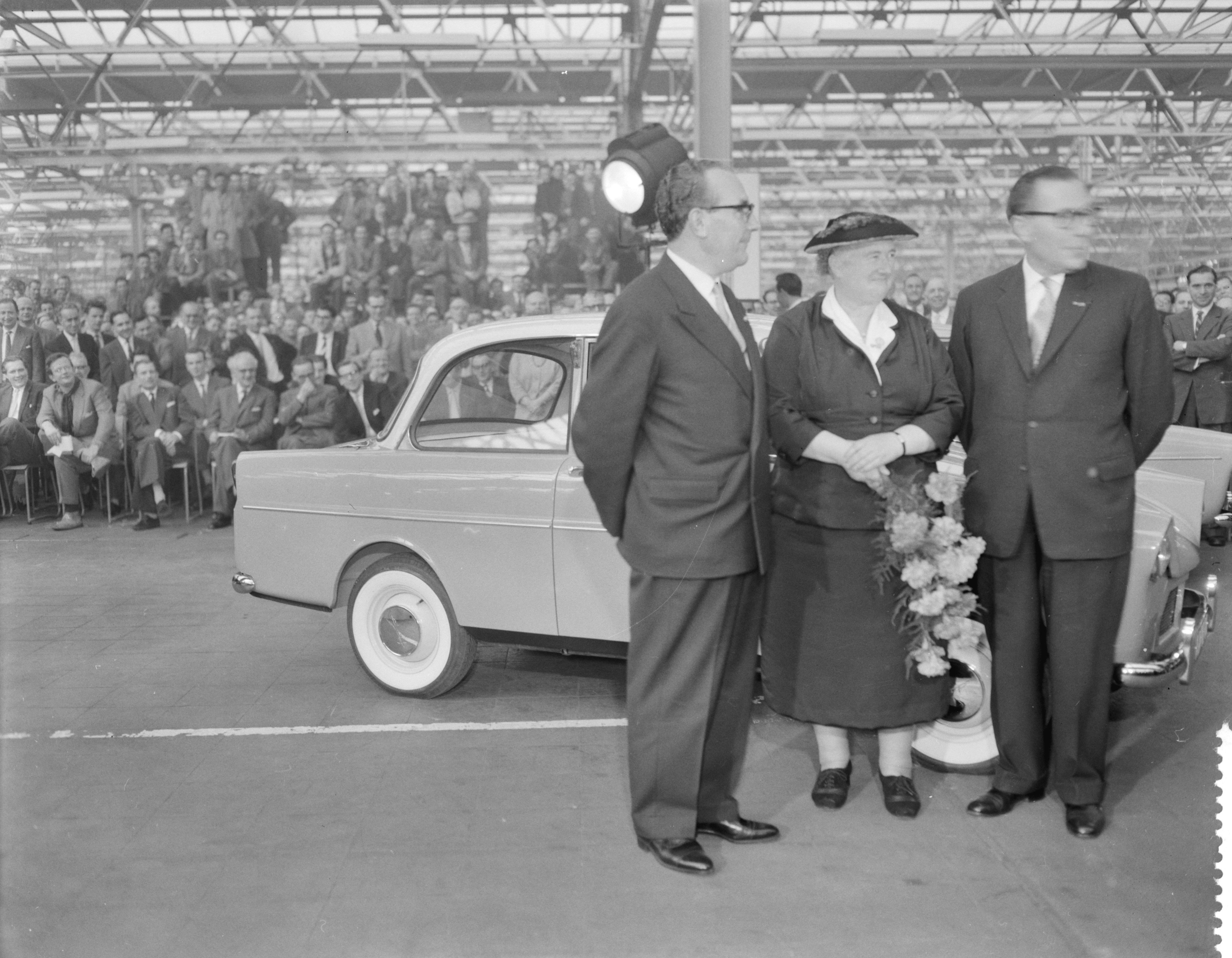
De burgemeester ontvangt haar automobiel

Smulders-Beliën was in het algemeen geliefd bij de inwoners van haar gemeente, maar kreeg op den duur ook kritiek vanwege haar persoonlijke voorkeuren.

## Trivia
- Smulders-Beliën kreeg in 1959 van de directie van Van Doorne's Automobiel Fabriek een DAF 600 cadeau, het was een van de eerste twee exemplaren die werden gefabriceerd.[2]
- Ze bleef achttien jaar lang de enige vrouwelijke burgemeester van Nederland tot op 16 oktober 1964 nog twee vrouwen werden benoemd: M. van der Wall-Duyvendak in Geldermalsen en mr. C.M. s'Jacob-des Bouvrie in Leersum.